# Чернов, Дмитрий Константинович

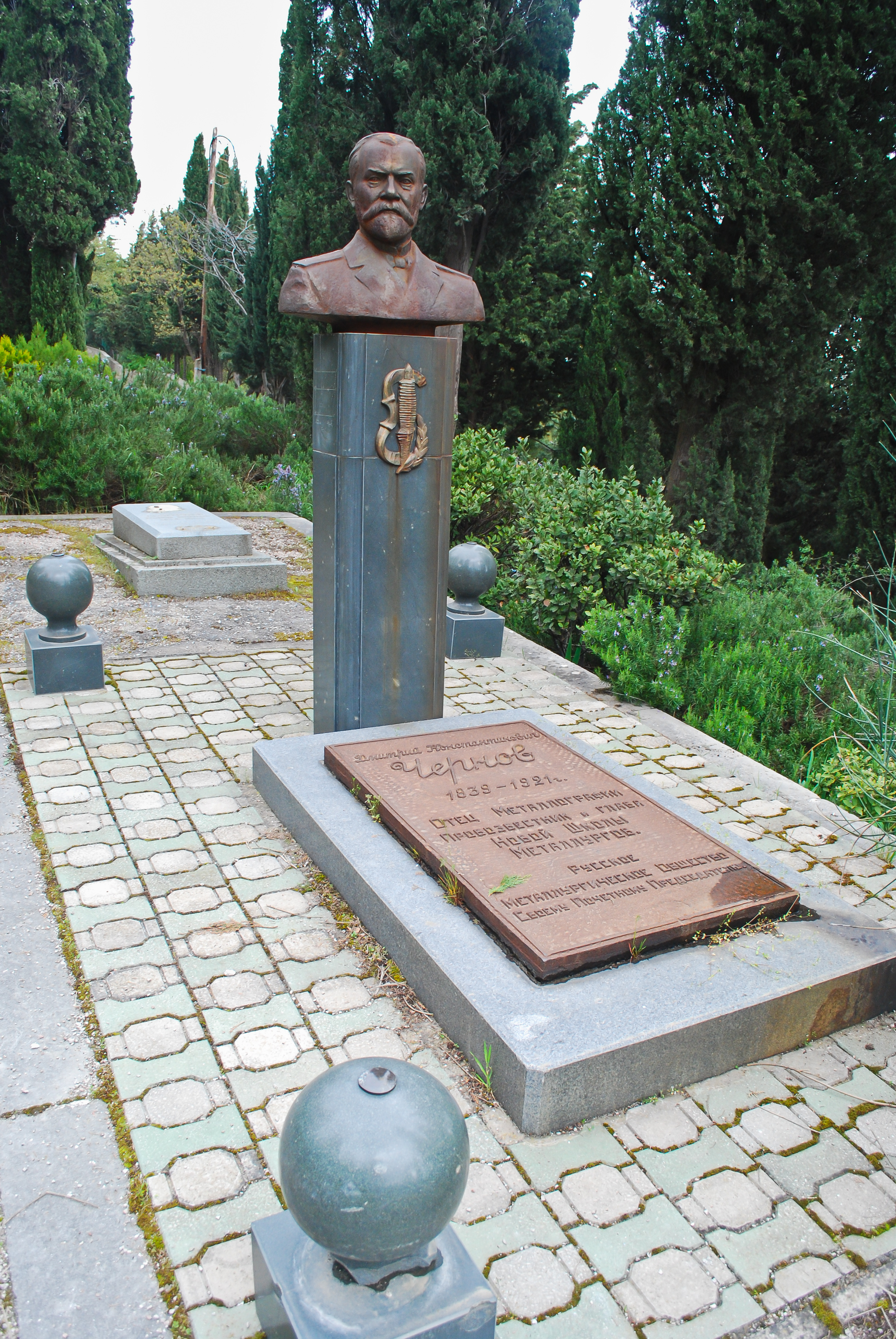
Могила Д. К. Чернова на Поликуровском холме в Ялте

Дми́трий Константи́нович Черно́в (20 октября [1 ноября] 1839, Санкт-Петербург — 2 января 1921 года, Ялта) — русский металлург и изобретатель. Приобрёл известность после того, как открыл полиморфические превращения в стали, а также фазовую диаграмму железо-углерод. Это открытие стало началом научной металлографии.

## Краткая биография
В 1858 году с серебряной медалью окончил Санкт-Петербургский практический технологический институт и до 1861 года преподавал в нём «черчение и низшую математику». В 1866 году получил приглашение поработать на Обуховском сталелитейном заводе, был помощником начальника завода.
С 1880 по 1884 год искал соляные месторождения в Малороссии в окрестностях Бахмута Екатеринославской губернии (Донбасс). В 1885 году по его инициативе было создано Голландское общество по разработке каменной соли в России и построена голландская соляная шахта «Пётр Великий» при станции Ступки близ Бахмута. Вернувшись в Петербург, с 1884 работал в Морском техническом комитете. В 1886 году Чернов занял пост главного инспектора Министерства путей сообщения по наблюдению за исполнением заказов на металлургических заводах. . В 1889 г. Дмитрий Константинович становится руководителем и профессором кафедры металлургии Михайловской артиллерийской академии. На этом посту он остается почти до конца жизни. Во время пребывания в Академии Д. К. Черновым были созданы основные учебные курсы — «Чугунолитейное дело» и «Сталелитейное дело»; разработана теория износа орудийных стволов, опубликованная в 1912 г. в виде работы под названием «О выгорании каналов в стальных орудиях», и написан ряд других работ. Осенью 1916 года Чернов заболел и был вынужден выехать для длительного лечения в Крым. Скончался 2 января 1921 года в Ялте; его останки покоятся на Поликуровском мемориале.

## Работы
Своё главное открытие совершил в 1866—1868 годах, установив, что при изменении температуры сталь меняет свои свойства и проходит полиморфические превращения. Вычисленные им точки известны сейчас как точки Чернова.
В 1879 году опубликовал монографию «Исследования, относящиеся до структуры литых стальных болванок», в которой описал главные кристаллические структуры в стали и их влияние на характеристики болванок. Один из типов стальных кристаллов — дендритные — был назван в его честь.
Внёс вклад в теорию процесса Сименса — Мартена, используемого при работе мартеновской печи. Помимо этого изучал возможные пути использования губчатого железа и участвовал в разработке стальных орудийных стволов, бронебойных снарядов, а также в развитии зарождавшейся тогда авиации. Эксперименты металлурга по созданию летательных аппаратов тяжелее воздуха были по достоинству оценены «отцом русской авиации» Н. Е. Жуковским.
Д. К. Чернов был одним из ведущих специалистов по сталеплавильному производству своего времени. Ему принадлежит неоднократно переиздававшийся классический курс лекций по сталелитейному делу. Несколько поколений русских артиллеристов прошли  школу под руководством этого знаменитого металлурга. Вклад Д. К. Чернова в теорию и практику металлургии получил высокую оценку отечественных и зарубежных ученых. Он был почётным председателем Русского металлургического общества, почётным вице-президентом британского Института железа и стали, почётным членом американского Института горных инженеров и многих других русских и иностранных организаций.
Занимался изготовлением музыкальных инструментов. 16 января 1911 г. в МЗ Санкт-Петербургской консерватории состоялся конкурс инструментов Чернова в сравнении с инструментами старых мастеров скрипки работ Гваданьини, Страдивари, альты Гаспаро да Сало,  Мантегаци и виолончель работы Гварнери. При общем количестве баллов, которые получили инструменты старых мастеров, в интервале от 40 до 58, инструментам Чернова были выставлены следующие оценки: скрипке № 12 - 53 балла, альту - 50, виолончели - 48 баллов.
Изготовленные его руками альт и скрипка хранятся в Санкт-Петербургском государственном музее театрального и музыкального искусства.

## Кристалл Д. К. Чернова
Занимаясь разработкой теории и строения стального слитка, собирал коллекцию железных кристаллов. Лишь редкие кристаллы, найденные им в слитках, достигали 5 мм по наибольшему измерению. Наиболее ценным в этой коллекции был знаменитый «кристалл Д. К. Чернова», описанный во многих учебниках по металловедению. Кристалл был обнаружен одним из учеников Д. К. Чернова и подарен ему. Вес кристалла составил 3,45 кг, длина 39 см. Отросток этого кристалла, разрезанный на несколько частей, был всесторонне исследован не только самим Д. К. Черновым, но и другими металловедами.

## Семья
- Отец — фельдшер.
- Внук работал на «Ижорских заводах».
- Праправнучка — артистка Дарья Юргенс.

## Память
- Именем Д. К. Чернова названы:
  - кристалл Чернова;
  - улица в Невском районе Санкт-Петербурга;
  - улица в Ялте.
- Весной 2018 года в Санкт-Петербурге на территории Обуховского завода открыт бронзовый памятник[14].
- На могиле установлен памятник-бюст.
- Чернов упомянут в романе Жюль Верна «Пятьсот миллионов бегумы» (1879) как крупный теоретик сталелитейного дела.
- Премия Правительства Санкт-Петербурга за выдающиеся научные результаты в области науки и техники: в номинации материаловедение — премия им. Д. К. Чернова.